# Ixodes petauristae
Ixodes petauristae är en fästingart som beskrevs av Warburton 1933. Ixodes petauristae ingår i släktet Ixodes och familjen hårda fästingar.
Artens utbredningsområde är Sri Lanka. Inga underarter finns listade i Catalogue of Life.